# منهتن بیچ (مینه‌سوتا)
منهتن بیچ، مینه‌سوتا (به انگلیسی: Manhattan Beach, Minnesota) یک شهر در ایالات متحده آمریکا است که در شهرستان کرو وینگ، مینه‌سوتا واقع شده‌است.

## خصوصیات
منهتن بیچ ۴٫۶۴ کیلومترمربع مساحت و ۵۷ نفر جمعیت دارد و ۳۸۷ متر بالاتر از سطح دریا واقع شده‌است.